# Вальзее-Зиндельбург
Вальзее-Зиндельбург (нем. Wallsee-Sindelburg) — ярмарочная коммуна (нем. Marktgemeinde) в Австрии, в федеральной земле Нижняя Австрия. 
Входит в состав округа Амштеттен.  Площадь общины составляет 25,93 км², население — 2194 человека (1 января 2021), плотность населения — 84 чел./км². Официальный код  —  30538.

## Население
| Год  | Численность |
| ---- | ----------- |
| 1869 | 1677        |
| 1889 | 1756        |
| 1890 | 1807        |
| 1900 | 1956        |
| 1910 | 1820        |
| 1923 | 1801        |
| 1934 | 1808        |
| 1939 | 1776        |
| 1951 | 1661        |
| 1961 | 1793        |
| 1971 | 1927        |
| 1981 | 2051        |
| 1991 | 2109        |
| 2001 | 2043        |
| 2011 | 2148        |
| 2021 | 2194        |

## Политическая ситуация
Бургомистр коммуны — Йохан Бахингер по результатам выборов 2005 года.
Совет представителей коммуны (нем. Gemeinderat) состоит из 21 места.
- АНП занимает 13 мест.
- СДПА занимает 7 мест.
- АПС занимает 1 место.

## Достопримечательности
- Замок Вальзее — средневековый дворцово-замковый комплекс